# Swaziland i olympiska sommarspelen 1992
Swaziland deltog i de olympiska sommarspelen 1992 med en trupp, men ingen av landets deltagare erövrade någon medalj.

## Boxning
Lätt flugvikt
- Mfamasibili Mnisi
  - Första omgången – Förlorade mot Rogelio Marcelo (CUB), RSC-3

## Friidrott
Herrarnas 100 meter
- Robinson David Stewart
  - Heat — 11,20 (→ gick inte vidare, 69:e plats)

Herrarnas 5 000 meter
- Isaac Simelane
  - Heat — 14:00,44 (→ gick inte vidare, 34:e plats av 62)

Herrarnas 10 000 meter
- Isaac Simelane
  - Heat — 29:48,49 (→ gick inte vidare, 38:e plats av 56)

Herrarnas maraton
- Elphas Sadebo Gimindaza — 2:21,15 (→ 42:a plats)

Herrarnas längdhopp
- Sizwe Mduli
  - Kval — NM (→ gick inte vidare, ingen placering)

Herrarnas tresteg
- Sizwe Mduli
  - Kval — 16,18 m (→ gick inte vidare, 27:e plats av 47)